# Stadtwerke Fröndenberg Wickede

Historisches Logo von 2005

Die Stadtwerke Fröndenberg Wickede GmbH ist ein kommunales Dienstleistungsunternehmen für die Stadt Fröndenberg/Ruhr und die Gemeinde Wickede (Ruhr), das sich zu 82 % im Eigentum der Stadt Fröndenberg und zu 18 % im Eigentum der Gemeinde Wickede (Ruhr) befindet.
Zu den Leistungen gehören Strom, Erdgas, Trinkwasser, Wärme, energienahe Dienstleistungen sowie Telekommunikationsdienste. Zum Kerngeschäft gehören außerdem der Betrieb von vier Wasserkraftwerken an der mittleren Ruhr und die Ausführung diverser kommunaler Aufgaben wie Grünflächenpflege, Winterdienst sowie der Betrieb eines beheizten Freibades – das Löhnbad.

## Geschäftsführung und Aufsichtsrat
Geschäftsführer ist seit 2025 Michael Freitag.
Der Aufsichtsrat der Stadtwerke Fröndenberg Wickede GmbH besteht aus 20 Mitgliedern. Er begleitet die Lage und Entwicklung des Unternehmens und informiert sich regelmäßig über alle wesentlichen Ereignisse in der Gesellschaft.

## Gesellschafter
Gesellschafter der Stadtwerke Fröndenberg Wickede GmbH ist zu 82 % die Stadt Fröndenberg und zu 18 % die Gemeinde Wickede (Ruhr). Die Gesellschafterversammlung besteht aus jeweils einem Vertreter der Stadt Fröndenberg und der Gemeinde Wickede (Ruhr).

## Geschichte
Die Stadtwerke Fröndenberg Wickede GmbH sind entstanden aus der im Jahr 2020 erfolgten Verschmelzung der beiden benachbarten Kommunalversorger Gemeindewerke Wickede (Ruhr) GmbH auf die Stadtwerke Fröndenberg GmbH. Das neue Gemeinschaftsunternehmen steht seit dem im Eigentum der Stadt Fröndenberg und der Gemeinde Wickede (Ruhr).

### Trinkwasserversorgung
1896 fassten die Gemeindeväter den Beschluss, ein Wasserwerk zu bauen, um die Versorgung der Bevölkerung mit sauberem Trinkwasser zu sichern. Flüsse und Bäche waren durch die zunehmende Industrialisierung nicht mehr unbelastet und bargen Krankheits- und Seuchenrisiken. Nach der Inbetriebnahme des Wasserwerkes und eines Leitungsnetzes von 13,9 Kilometern Länge im Jahre 1897 wurde die Wasserversorgung kontinuierlich ausgebaut. So entstanden 1900 der Brunnen I mit einer Tiefe von 6,86 Metern und die Hochbehälter Veuhoff (231,2 m+NN, Kapazität 150 Kubikmeter) und Luna-Park (Kapazität 200 Kubikmeter). 1915 erwarb die Gemeinde Fröndenberg die „Wickeder Werke Protland Cement-Fabrik GmbH“ und besitzt fortan ein zweites Wasserwerk. 1923 wurde ein weiteres Wasserkraftwerk an der Ruhrbrücke gebaut mit dem Ziel, dem gestiegenen Strombedarf Rechnung zu tragen. Dieses Kraftwerk wurde nach dem visionären Wasserwerksdirektor Moeller benannt. 1926 kam der sieben Meter Tiefe Brunnen II dazu und 1930 der Hochbehälter Henrichsknübel mit 100 Kubikmetern auf 244,7 m Höhe NN.
1938 wurde die erste Aufbereitungsanlage in Betrieb genommen, in der dem Wasser Chlor zur Keim- bzw. Bakterienabtötung beigemischt wird. 1941 folgte der Brunnen III sowie der bis dahin größte Hochbehälter Klusenweg / Klokkenhoff (1.200 Kubikmeter). Sieben Jahre später verfügte die Fröndenberger Wasserversorgung bereits über eine Netzlänge von knapp 52 Kilometern bei 971 Hausanschlüssen mit 1.011 Wasserzählern.
Als weitere wichtige Ausbaumaßnahme der Fröndenberger Wasserversorgung wurde 1979 der alte Hochbehälter Henrichsknübel durch den neuen mit 3.000 Kubikmetern Fassungsvermögen ersetzt. 1983 erwarben die Stadtwerke den Brunnen IV und übernahmen 1984 die Wasserversorgung in Bausenhagen. Zeitgleich erfolgte der Aufbau einer Wasseraufbereitungsanlage mit der der Grundwasserbelastung durch halogenierte Chlorkohlenwasserstoffe (HKW) begegnet wurde 1986 wurde neben einer neuen Chloranlage eine moderne Metakorinanlage installiert, um das Versorgungsnetz besser gegen Korrosion schützen zu können. Seit Anfang der neunziger Jahre bewegt sich die jährliche Wasserabgabe im Durchschnitt zwischen 800.000 und 830.000 Kubikmetern. Mit dem Bau der Wasserkraftanlage Langschede 1993 hat die Stadtwerke Fröndenberg GmbH ebenfalls Zeichen für die Zukunft gesetzt und ein deutliches Bekenntnis für eine ökologisch orientierte Unternehmenspolitik geleistet. Im Jahr 1997 wurde 100 Jahre Wasserversorgung gefeiert. Das Versorgungsnetz betrug 130 Kilometer und erreichte mehr als 3.000 Hausanschlüsse.
Am 27. August 2007 kam es zu einem Hochwasserstand der Ruhr, der die Trinkwasserbrunnen verunreinigte.
Das Wasserwerk und die „Wasserwerk Fröndenberg-Menden-GmbH“: Im Frühjahr 2011 wurde auf dem Trinkwassergewinnungs-Gelände an der Fröndenberger Straße in Menden mit dem Bau einer rund 33 mal 27 Meter großen Anlage begonnen, am 16. November 2012 wurde sie offiziell und feierlich eröffnet. Diese neue Anlage sichert die zukünftige Trinkwasserqualität beider Kommunen. 600 Kubikmeter Wasser pro Stunden bereitet das neue Wasserwerk in einem mehrstufigen Filterverfahren auf. Eigens für die neue Wasseraufbereitungsanlage wurde eine Gesellschaft gegründet, die Wasserwerk Fröndenberg-Menden GmbH.
Daten Wasserversorgungsnetz Stadtwerke Fröndenberg GmbH:
| Stand                   | 2019            |
| Jahrestrinkwasserabgabe | 781 Tm³         |
| Länge Wasserverteilnetz | 148,1 Kilometer |
| Installierte Zähler     | 3771 Stück      |

### Strom
Nach der Inbetriebnahme des Wasserwerkes im Jahre 1897 entstand 1905 das Elektrizitätswerk, welches im Gebäude des Wasserwerks in Betrieb genommen wurde. 1908 wurde das Stromversorgungsnetz um die Ortschaften Bentrop, Neimen, Stentrop, Frohnhausen und Warmen erweitert. 1909 wurde die Ortschaft Bausenhagen an das Versorgungsnetz angeschlossen. 1983 wurde das Möllerkraftwerk Schwitten um- und ausgebaut. 
Seit 1994 betreiben die Stadtwerke Fröndenberg GmbH eine Windkraftanlage vom Typ Nordex N-27/150kW auf dem Henrichsknübel. Durch den Stromnetzkauf im Jahre 1997 im Westen der Stadt versorgen die Stadtwerke Fröndenberg nunmehr flächendeckend das gesamte Stadtgebiet. Rund 500 Kilometer Netzlänge für Mittel- und Niederspannungsleitungen sind erforderlich, um Fröndenberg zu versorgen. Über eine 30-kV-Leitung werden auch große Industriekunden in Wickede (Ruhr) und die Gemeindewerke Wickede versorgt. Rund 190 Mio. Kilowattstunden wurden 2005 über das Fröndenberger Netz transportiert, rund 11.500 Stromzähler (Stand 2005) messen den Verbrauch der einzelnen Kunden.
2005 feierten die Stadtwerke Fröndenberg GmbH mit einem Bürgerfest „100 Jahre Stromversorgung“. Im Jahr 2007 wurden die Umspannwerke Fröndenberg und Wickede mit einer neuen 30.000-Volt-Kabelverbindung verbunden. Diese große Investition sichert die Stromversorgung der Wickeder Kunden. 2018 führen die Stadtwerke Fröndenberg eine weitere Baumaßnahme durch, um das Stromverteilnetz zu entlasten. Ziel soll sein, den von Windkraft- und Photovoltaikanlagen erzeugten Strom aus den ländlichen Gebieten abtransportieren zu können und so die Versorgungssicherheit zu gewährleisten.
Daten Stromversorgungsnetz Stadtwerke Fröndenberg GmbH:
| Stand               | 2018         |
| Stromabgabe         | 74 Mio. kWh  |
| Installierte Zähler | 13.586 Stück |

### Gas
Erst im Jahr 1980 stieg die Stadtwerke Fröndenberg GmbH in die Gasversorgung, durch den Kauf des Gasnetzes von der VEW in Fröndenberg, ein. Durch die zersiedelte Struktur Fröndenbergs kann das gesamte Stadtgebiet nicht flächendeckend mit Erdgas versorgt werden. Über zwei Netzbereiche im Westen der Stadt und im Zentrum mit etwa 130 Kilometern Länge werden pro Jahr 180 bis 220 Millionen kWh Erdgas zu den Kunden transportiert. Seit Anfang 2005 kooperieren die Stadtwerke mit den Gemeindewerken Wickede (Ruhr) in der Bewirtschaftung des Gasnetzes in Wickede, Echthausen und Wimbern. Die Gemeindewerke haben diese Netze zum 1. Januar 2005 von den RWE käuflich erworben und an die Stadtwerke Fröndenberg GmbH verpachtet.
Daten Gasversorgungsnetz Stadtwerke Fröndenberg GmbH:
| Stand               | 2018           |
| Gasabgabe           | 154,1 Mio. kWh |
| Installierte Zähler | 7.367 Stück    |

## Beteiligungen
Die Stadtwerke Fröndenberg Wickede GmbH ist an folgenden Unternehmen beteiligt:
- Trianel Gaskraftwerk Hamm GmbH & Co. KG
- Trianel Windkraftwerk Borkum West GmbH & Co. KG
- Wasserwerk Fröndenberg-Menden GmbH (WFM)
- Trianel GmbH
- Energiehandelsgesellschaft West mbH (ehw)
- NetzService Ruhr GmbH (NSR)